# 索爾涅奇內區

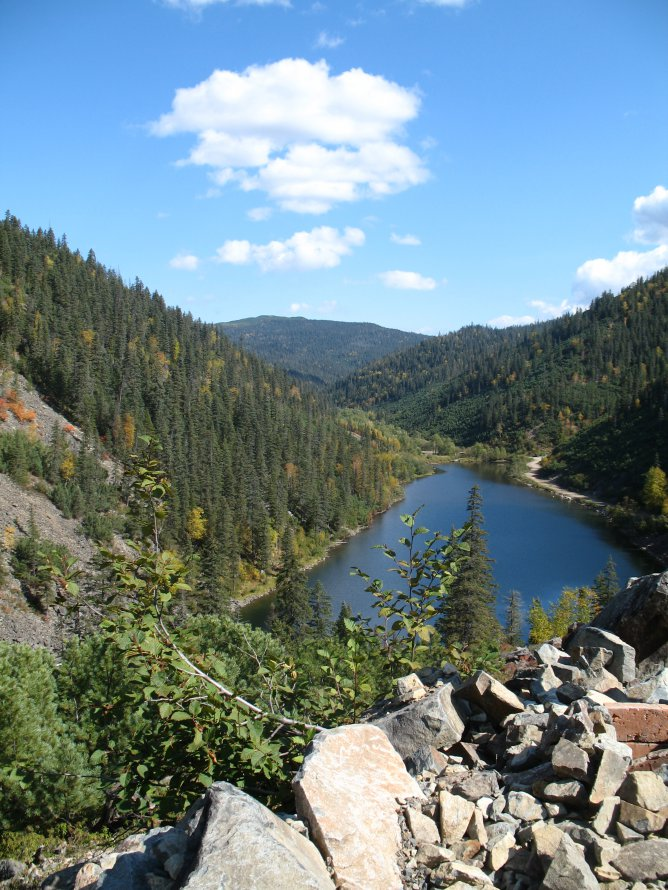

50°43′N 136°38′E / 50.717°N 136.633°E
索爾涅奇內區（俄语：Солнечный район），是俄羅斯的一個區，位於該國東部，由哈巴羅夫斯克邊疆區負責管轄，面積31,085平方公里，2010年人口33,701，人口密度每平方公里1.08人。